# Hypnose (beeldverhaal)
Hypnose is het tweede deel van de stripreeks Territorium van de hand van scenarioschrijver Éric Corbeyran en tekenaar Espé. Het kwam uit in 2013.

## Verhaallijn
Kirstie is nu een heel ander persoon met andere naam, een ander leven, een ander huis. Ze wordt nog steeds achtervolgt door geesten. Bij de kapper maakt ze een scène.
Onder hypnose (de titel van dit beeldverhaal) ziet Nigel fragmenten van Kirstie in de kapperszaak. Daardoor lukt het hem met Helen om Kirstie te vinden.
Sarah vermoordt haar man Dany omdat Nigel niet met haar naar bed wil. Zij doet het voorkomen alsof Nigel het heeft gedaan. Nigel wordt aangehouden.